# USS Tang (SS-563)
El USS Tang (SS-563) fue un submarino de la Armada de los Estados Unidos, líder de su clase. Sirvió entre 1951 y 1980, y fue transferido a la Armada de Turquía, donde se desempeñó hasta 2004.

## Construcción y características
Fue el primero de un total de seis unidades que pertenecieron a la clase Tang, un diseño desarrollado en base a las experiencias de la reciente Segunda Guerra Mundial. Fue construido por el Portsmouth Navy Yard de Kittery, Maine. La puesta de quilla se llevó a cabo el 18 de abril de 1949, y la botadura el 19 de junio de 1951. Entró en servicio el 25 de octubre de ese mismo año, como USS Tang (SS-563). Su nombre hacía reminiscencia a la familia de peces acanthuridae.
Este submarino tenía un desplazamiento de 2100 t en superficie y de 2700 t sumergido. Su eslora medía 87,4 m, su manga 8,3 m y su calado 6,2 m. Su sistema de propulsión consistía en tres motores diésel, dos motores eléctricos y dos hélices. Y podía alcanzar una velocidad de 16 nudos.
El submarino estaba armado de ocho tubos lanzatorpedos de calibre 533 mm.

## Servicio

### Estados Unidos
Después de sus navegaciones de pruebas, el USS Tang fue asignado al Submarine Squadron 1, Submarine Force, Pacific Fleet, con base en Pearl Harbor.
En 1956, fue asignado a la Séptima Flota. Entrenó con la Fuerza Marítima de Autodefensa de Japón, la Armada de la República de China y la Organización del Tratado del Sureste Asiático, además de la propia Armada de los Estados Unidos.
El Tang probó un nuevo sistema de descongelación del snorkel en 1959. También, ayudó a la Naval Torpedo Testing Station en Keyport, Washington.

### Turquía
Fue transferido a la República de Turquía el 21 de marzo de 1980 en condición de préstamo. La armada de este país se hizo con el buque y lo renombró como TCG Piri Reis (S-343). El submarino prestó servicio hasta su retiro en 2004.